# María Luisa Carcedo
María Luisa Carcedo Roces (Santa Bárbara, Asturias, 30 de agosto de 1953) es una médica y política española del PSOE. Actualmente, es consejera permanente de Estado y presidenta de la Sección Novena del Consejo de Estado desde 2023.En 2022, asumió la presidencia de la fundación Pablo Iglesias, vinculada con el PSOE y UGT.
Anteriormente, fue ministra de Sanidad, Consumo y Bienestar Social entre 2018 y 2020. Asimismo, fue diputada en el Congreso de los Diputados en dos ocasiones, entre 2004 y 2016 y desde 2019 hasta 2023. Por otra parte, también tiene relevantes cargos orgánicos dentro del PSOE, siendo presidenta de la Comisión Federal de Ética y Garantías y presidenta de la Fundación Pablo Iglesias.

## Biografía
Es licenciada en medicina y cirugía por la Universidad de Oviedo y diplomada en medicina de empresa. Comenzó su actividad profesional en Atención Primaria de Salud desde 1978 hasta 1984, y desde 1995 está destinada en el Centro de Salud del Natahoyo, en Gijón.

### Actividad política
Vinculada al PSOE desde muy joven, comenzó a desempeñar cargos de responsabilidad política en 1984, como directora sectorial de Ambulatorios en el área sanitaria del Valle del Nalón, cargo que mantuvo hasta que en 1988 fue nombrada directora regional de Salud Pública del Gobierno del Principado de Asturias presidido por Pedro de Silva.
En las elecciones autonómicas de 1991 formó parte de la candidatura del PSOE a la Junta General del Principado, resultando elegida diputada (III legislatura). Además, entre 1991 y 1995, fue consejera de Medio Ambiente y Urbanismo de los Gobiernos de Asturias presididos por Juan Luis Rodríguez-Vigil y Antonio Trevín.
Revalidó su escaño de diputada autonómica en las elecciones de 1995 (IV legislatura), 1999 (V legislatura) y 2003 (VI legislatura). Fue, además, la portavoz del Grupo Parlamentario Socialista en la JGPA durante la V legislatura, y desde la constitución de la cámara en la VI legislatura hasta que renunció a su escaño, para formar parte de la candidatura del PSOE al Congreso de los Diputados en las elecciones generales de ese año. Fue elegida diputada en el Congreso, y revalidó su escaño en las elecciones de 2008, aunque tuvo que renunciar al mismo al aceptar la propuesta de la entonces ministra de Administraciones Públicas, Elena Salgado, de hacerse cargo de la Agencia Estatal de Evaluación de Políticas Públicas (AEVAL), cargo que desempeñó hasta las elecciones generales de 2011, en las que revalidó de nuevo su escaño en el Congreso.
Tras el Congreso Extraordinario celebrado por el PSOE en julio de 2014, pasó a formar parte de la Comisión Ejecutiva Federal del partido como secretaria de Bienestar Social, renunciando a la Secretaría de Economía, Empleo y Sostenibilidad que hasta entonces desempeñaba en la Comisión Ejecutiva de la FSA-PSOE.
En septiembre de 2015, fue designada senadora autonómica por el Principado de Asturias y secretaria general del Grupo Socialista en el Senado.
En febrero de 2016 fue una de las personas de confianza elegidas por Pedro Sánchez para la negociación con otras fuerzas políticas con objeto de acceder a la jefatura de gobierno.
Tras apostar por Pedro Sánchez en las primarias de 2017, este le otorgó el cargo de secretaria ejecutiva de Sanidad y le devolvió el cargo quitado por la gestora y que ya había desempeñado con anterioridad, el de número dos de los Socialistas en el Senado y secretaria general en esta cámara.
Tras la llegada de Sánchez al Gobierno de España, Carcedo fue nombrada alta comisionada para la lucha contra la pobreza infantil en junio de 2018, cargo que ocupó hasta que fue ascendida a ministra de Sanidad en septiembre de ese mismo año tras la dimisión de Carmen Montón por las irregularidades publicadas en relación con sus estudios de máster. Prometió su cargo el 13 de septiembre.
Carcedo fue elegida diputada en las elecciones generales de abril y noviembre de 2019 por la circunscripción de Asturias. En enero de 2020, el presidente del Gobierno, Pedro Sánchez, le comunicó que no seguiría al frente del Ministerio de Sanidad, si bien mantuvo su escaño como diputada.
En la XIV legislatura fue elegida como miembro de las comisiones del Congreso de los Diputados de Sanidad y Consumo, de Derechos Sociales y de Políticas Integrales de la Discapacidad, y de Política Territorial y Función Pública, siendo elegida presidenta de esta última. También fue elegida vocal de la Diputación Permanente.
Continuando con su cercanía con el mundo de la sanidad, fue la elegida para defender el proyecto de ley del Grupo Socialista sobre la regulación de la eutanasia, defensa que realizó el 12 de febrero de 2020. La ley se tomó en consideración por 201 votos a favor, 140 en contra y 2 abstenciones.
Abandonó el Congreso de los Diputados el 28 de marzo de 2023 para incorporarse al Consejo de Estado, siendo nombrada presidenta de su Sección Novena.

## Distinciones y condecoraciones
- Gran Cruz de la Real Orden de Carlos III (2021)[17]